# 阿斯多夫河
50°48′32″N 7°52′40″E / 50.8088°N 7.8778°E

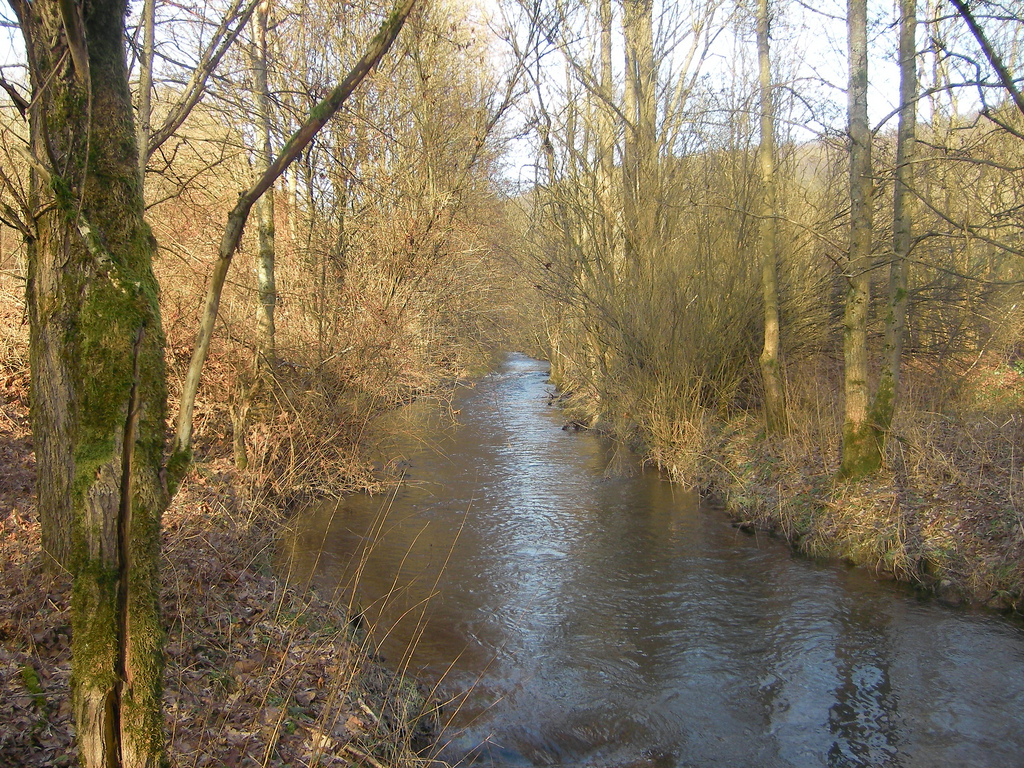

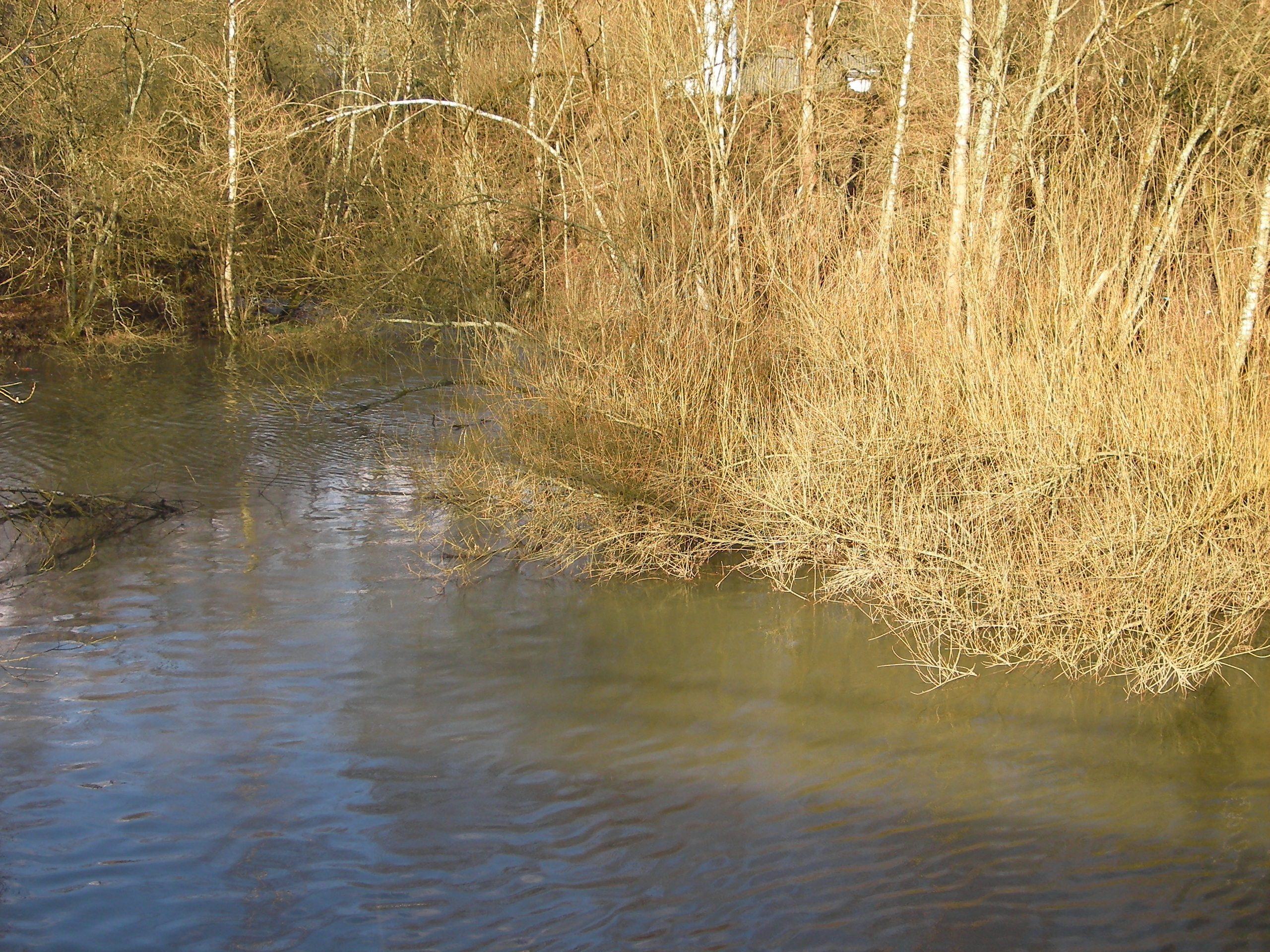

阿斯多夫河（德語：Asdorf），是德國的河流，位於該國西部，流經北萊茵-威斯特法倫州和萊茵蘭-普法爾茨州，屬於錫格河的右支流，河道全長20.7公里，流域面積77.8平方公里，河口處在錫格河畔基興。